# Eduardo Carmona Ortega
Eduardo Cirilo Carmona Ortega, CORC (ur. 18 marca 1959 w mieście Meksyk) – meksykański duchowny rzymskokatolicki, od 2020 biskup Córdoby.

## Życiorys
Święcenia kapłańskie przyjął 20 sierpnia 1983. Inkardynowany do diecezji Tacámbaro, związał się jednak z Konfraternią Kapłańską Pracowników Królestwa Chrystusowego i pracował jako prefekt studiów, a następnie wicerektor seminarium tegoż stowarzyszenia w Queretaro oraz w Toledo. Oficjalnie przyjęty do bractwa w 1991, został także rektorem toledańskiego seminarium. Trzy lata później objął probostwo w Los Angeles, a w 1997 został przełożonym regionu meksykańskiego.
8 listopada 2003 został mianowany biskupem Puerto Escondido. Sakrę biskupią przyjął 7 stycznia 2004 z rąk ówczesnego nuncjusza apostolskiego w Meksyku, abp. Giuseppe Bertello.
27 czerwca 2012 został przeniesiony na urząd biskupa Parral. Ingres odbył się 25 lipca 2012.
6 listopada 2019 papież Franciszek mianował go biskupem koadiutorem Córdoby. Rządy w diecezji objął 4 lipca 2020, po przejściu na emeryturę poprzednika.